# Huỳnh Phúc Hiệp
Huỳnh Phúc Hiệp (Gò Công, 12 aprile 1988) è un calciatore vietnamita, attaccante dell'Ho Chi Minh City.

## Carriera

### Club
Comincia a giocare al Tiền Giang. Nel 2012 passa allo Xuân Thành Sàigòn. Nel 2013 si trasferisce al CLB Bóng Đá Kiên Giang. Nel 2014 viene acquistato dall'Ho Chi Minh City.

### Nazionale
Ha debuttato in Nazionale il 24 giugno 2007, nell'amichevole Vietnam-Giamaica (3–0). Ha partecipato, con la Nazionale, alla Coppa d'Asia 2007. Ha collezionato in totale, con la maglia della Nazionale, due presenze.

## Statistiche

### Cronologia presenze e reti in nazionale
| Cronologia completa delle presenze e delle reti in nazionale ― Vietnam | Cronologia completa delle presenze e delle reti in nazionale ― Vietnam | Cronologia completa delle presenze e delle reti in nazionale ― Vietnam | Cronologia completa delle presenze e delle reti in nazionale ― Vietnam | Cronologia completa delle presenze e delle reti in nazionale ― Vietnam | Cronologia completa delle presenze e delle reti in nazionale ― Vietnam | Cronologia completa delle presenze e delle reti in nazionale ― Vietnam | Cronologia completa delle presenze e delle reti in nazionale ― Vietnam |
| Data                                                                   | Città                                                                  | In casa                                                                | Risultato                                                              | Ospiti                                                                 | Competizione                                                           | Reti                                                                   | Note                                                                   |
| ---------------------------------------------------------------------- | ---------------------------------------------------------------------- | ---------------------------------------------------------------------- | ---------------------------------------------------------------------- | ---------------------------------------------------------------------- | ---------------------------------------------------------------------- | ---------------------------------------------------------------------- | ---------------------------------------------------------------------- |
| 24-6-2007                                                              | Hanoi                                                                  | Vietnam                                                                | 3 – 0                                                                  | Giamaica                                                               | Amichevole                                                             | -                                                                      |                                                                        |
| 8-7-2007                                                               | Hanoi                                                                  | Vietnam                                                                | 2 – 0                                                                  | Emirati Arabi Uniti                                                    | Amichevole                                                             | -                                                                      | 95’                                                                    |
| Totale                                                                 |                                                                        | Presenze                                                               | 2                                                                      |                                                                        | Reti                                                                   | 0                                                                      |                                                                        |